# 2869 Nepryadva
2869 Nepryadva је астероид главног астероидног појаса са средњом удаљеношћу од Сунца која износи 2,636 астрономских јединица (АЈ).
Апсолутна магнитуда астероида је 12,1.